# マクレレ

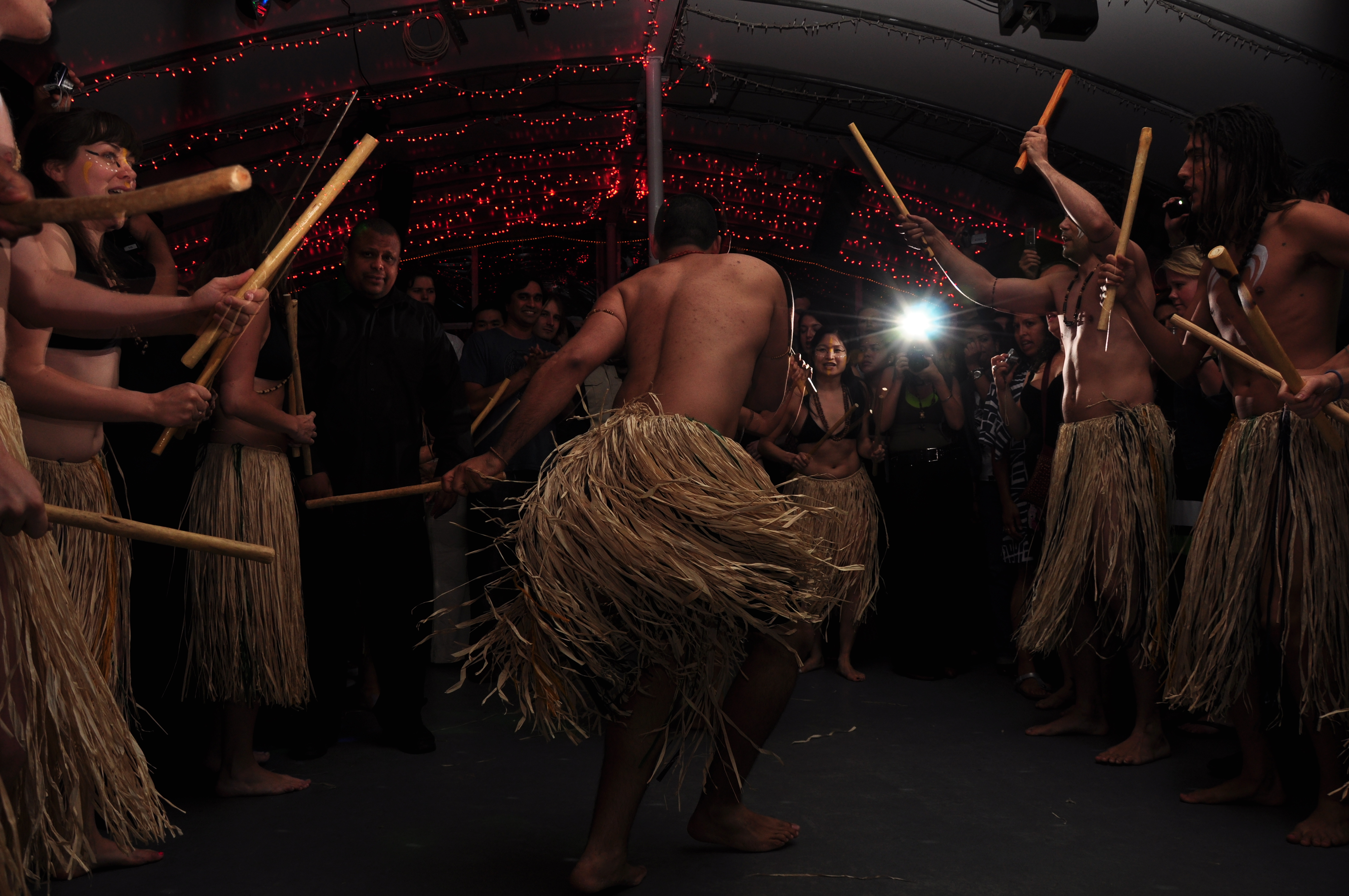

マクレレ（ブラジルポルトガル語：Maculelê）はアフリカ系ブラジルの格闘技のようなダンスである。グループがホダという円に集まり、円の外にいる人達が歌ったり音楽を弾いたり、円の中の二人が戦ったりする。
ダンスをする者は60センチぐらいの長さグリマという木の棒（マチェテが使われている演出もある）を持ち、グリマを腰の高さで三回打ち、四回目を頭の上で打つ。棒の打ち方のフォームにはいくつものヴァリエーションがある。
伝統的な衣服は草から作られたスカート。現在マクレレはカポエイラの団体においてよく演出されている。

## 歴史
マクレレの起源ははっきり知られておらず、色々な説がある。アフリカからブラジルに拉致された奴隷がマクレレのことをブラジルに伝えたとされている。よく知られているアフリカの伝説によると、マクレレはアフリカの男性であり、彼は一人で他の部族を木の棒のみ打ち勝ったとされる。
マクレレは他の伝統的、アフリカのククンビというダンスと関係があるとされている。

### メストレポポ
20世紀の前半マクレレがほとんどなくなり、20世紀の半ごろメストレ（マクレレの団体の宗家）ポポがマクレレが栄えた。メストレポポは現在されているマクレレに造形整形した。

## 音楽
マクレレは現在アタバキを一つ（二つ三つもある）で打たれていて、一人歌のリードをし、ダンスを見ている人達が歌の答えを歌いながら、手でリズミカルに叩く。
昔は色々な楽器（小さい鼓、アゴゴ、へコヘコ、カシシ、パンデイロ）が使われていた。

### 歌

#### Boa Noite Pra Quem E De Boa Noite
リード

Boa noite pra quem e de boa noite

Bom dia pra quem e de bom dia

A bencao meu papai a bancao

Maculele e o rei da valentia

コーラス

Boa noite pra quem e de boa noite

Bom dia pra quem e de bom dia

A bencao meu papai a bancao

Maculele e o rei da valentia

#### Sou Eu Maculele
リード

Sou eu, sou eu

Sou eu maculele, sou eu

コーラス

Sou eu, sou eu

Sou eu maculele, sou eu